# Karl Einar Henriksen
Karl Einar Henriksen, född 30 april 1964, är en norsk längdskidåkare.